# Wilhelm Steinitz
Pour les articles homonymes, voir Steinitz.
Wilhelm Steinitz, né le 14 mai 1836 à Prague (Empire d'Autriche) et mort le 12 août 1900 à New York, est un joueur d'échecs autrichien, naturalisé américain en 1888 (à cette occasion, il changea officiellement son prénom en William).
Premier champion du monde officiel des échecs de 1886 à 1894, il a été le premier joueur à étudier rigoureusement le jeu d'échecs pour en dégager les règles de stratégie. À ce titre, il est considéré comme le fondateur des échecs modernes.

## Biographie

### Débuts aux échecs
Steinitz naquit à Prague dans une famille juive en 1836, un an avant le champion américain Paul Morphy. Morphy, qui avait achevé une tournée triomphale en Europe en 1858, retourna aux États-Unis en 1859 et cessa de disputer des matchs et des tournois à partir de 1860. Steinitz commença sa carrière aux échecs à Vienne en 1859. Lors des championnats de Vienne, en 1859 et 1860, il termina troisième, puis deuxième avant de remporter le tournoi en 1861.

### Installation en Angleterre (1862)
Steinitz, au début de sa carrière, était connu en raison de ses combinaisons brillantes. Son apparition sur la scène échiquéenne européenne remonte à son arrivée à Londres en 1862, où il termina sixième du tournoi organisé à l'occasion de l'exposition universelle de 1862.

### Match contre Anderssen (1866)

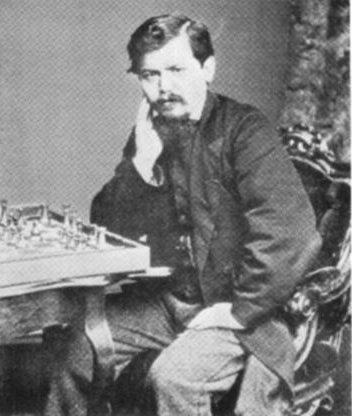
Steinitz en 1866.

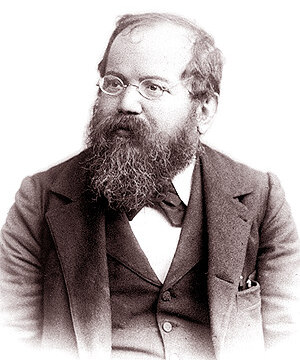
Wilhelm Steinitz.

Steinitz battit en 1866 le vainqueur du tournoi de Londres 1862, l'Allemand Adolf Anderssen dans un match à Londres (+8, –6, =0). Il fut alors considéré comme un des meilleurs joueurs du monde (après la retraite de Paul Morphy en 1860). Sa supériorité concernait surtout les matchs. Sa domination ne s'étendait pas à tous les tournois toutes rondes où chaque joueur affrontait une fois chacun de ses adversaires. Dans les tournois, Steinitz termina troisième lors du tournoi de Paris de 1867 (remporté par Kolisch devant Winawer), et deuxième du tournoi de Dundee la même année. Il fut devancé en 1870 par Anderssen lors du tournoi de Baden-Baden.

### Victoires aux tournois de Londres 1872 et Vienne 1873
Ses victoires aux tournois de Londres en 1872 (devant Blackburne et Zukertort) et à Vienne en 1873 (vainqueur du départage contre Blackburne) et son succès écrasant contre Blackburne par 7 victoires à 0 (sans nulle) en 1876, affirment clairement la suprématie de Steinitz dans les années 1870, notamment sur Anderssen.

### Victoire au tournoi de Vienne 1882
De 1874 à 1881, Steinitz se consacra à la rédaction des articles d'échecs dans The Field. En 1882, à la suite d'un désaccord avec le rédacteur de The Field, il reprit la compétition et fut invité au tournoi du 25e anniversaire du club de Vienne qu'il remporta à égalité avec Winawer.
Steinitz fut devancé de trois points par Johannes Zukertort lors du tournoi de Londres en 1883.

### Installation aux États-Unis (1883)
Steinitz s'expatria aux États-Unis en 1883 pour y fonder The International Chess Magazine. Pendant plusieurs années, de 1885 à 1891, il y exposa le fruit de ses recherches d'une grande rigueur ; il considérait le roi comme étant une pièce offensive puissante, surtout lorsqu'il y a peu de matériel sur l'échiquier. Le grand champion Reuben Fine disait exactement la même chose avec raison.

### Le premier champion du monde officiel du jeu d'échecs

#### Match contre Zukertort (1886)

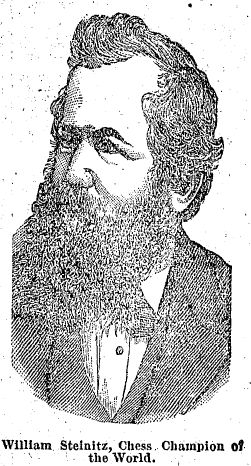
Steinitz en 1886.

En 1886, Steinitz fut le premier champion du monde officiel d'échecs en battant Johannes Zukertort par 10 victoires à 5 (et 5 nulles). À cette époque, le champion choisissait son challenger et un match en plusieurs parties avait lieu.

#### Matchs contre Tchigorine et Gunsberg (1889-1892)
Pour défendre son titre, Steinitz choisit comme adversaire le Russe Mikhaïl Tchigorine qu'il battit en 1889 à La Havane par 10 victoires à 7 et une nulle. Peu après, il refusa les propositions de match de James Mason et de Henry Bird dont les résultats étaient insuffisants.
En 1890, le Hongrois Isidor Gunsberg, qui avait remporté les tournois de Hambourg 1885 et de Bradford 1888, ainsi qu'un match contre Blackburne en 1887, fit match nul contre Tchigorine à La Havane. Steinitz accepta de l'affronter, mais gagna difficilement le match, se déroulant du 9 décembre 1890 au 20 janvier 1891 : il gagna par six victoires à quatre et neuf parties nulles.
La même année (1891), il perdit un match par câble contre Tchigorine, 0 à 2. L'enjeu de ce match par câble était de 750 dollars américains que Steinitz dut débourser. Pour compenser cette perte, il accepta un match revanche contre Tchigorine en 1892. Il gagna ce match de justesse, avec 10 victoires à 8 et 4 nulles.

#### Perte du titre face à Emanuel Lasker (1894-1897)
En 1894, Steinitz perdit son titre dans un match face au joueur allemand Emanuel Lasker, sur le score de 5 victoires à 10, et 4 nulles ; le match revanche, disputé en 1896-97, fut une défaite encore plus écrasante pour l'ancien champion du monde qui perdit par 2 victoires à 10, et 3 nulles.

### Fin de carrière et mort
Steinitz revint en Europe disputer des tournois après son échec lors du match contre Emmanuel Lasker.
Ses derniers tournois disputés virent son déclin de plus en plus marqué au fil des années. Il était capable de remporter des victoires brillantes, fruit de l'application de sa conception du jeu, mais ses forces physiques lui faisaient de plus en plus défaut. Ainsi, lors du tournoi de Londres en 1899, il finit pour la première fois de sa vie hors de la liste des récompensés.
Il repartit pour New York où il erra dans les jardins de la ville. Ses dernières années furent marquées par des troubles mentaux. Il mourut dans la plus grande pauvreté.

## Le père de la stratégie moderne

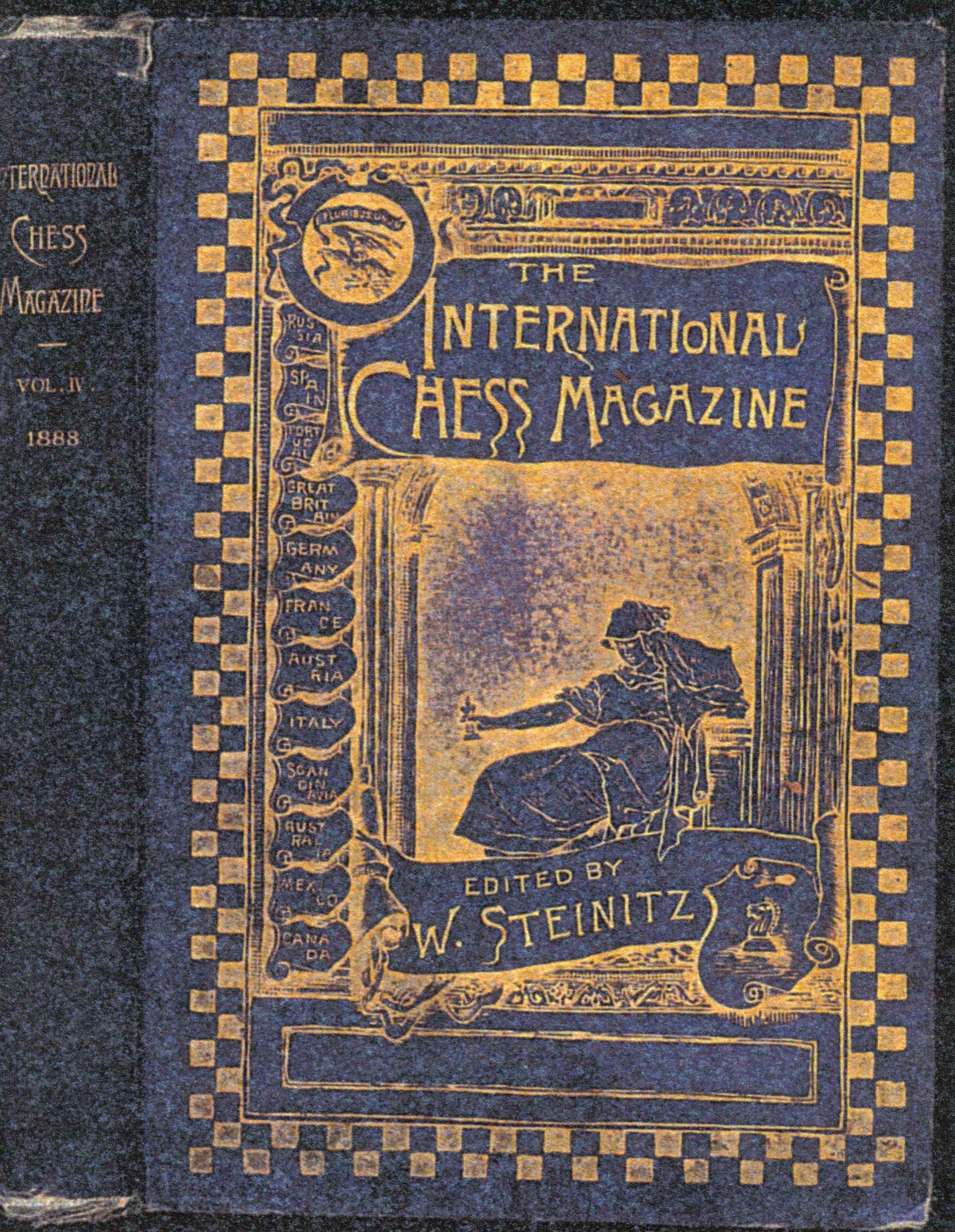
Page de couverture de l’International Chess Magazine de 1888.

Wilhelm Steinitz a approfondi les thèses de Philidor sur les pions et leur structure. Il en vint à considérer le jeu d'échecs comme une activité se prêtant à une étude scientifique. Se basant sur ses études, il devint un spécialiste des gains de pions qu'il transformait en victoire en finale.
Son étude et son jeu marquèrent la fin du style du jeu de l'« attaque à outrance » qui ne respectait pas les règles stratégiques saines. Si le mat était le but, il n'était pas le seul de la partie. Steinitz a ainsi théorisé tout un système de jeu, rassemblant un ensemble de critères pour évaluer une position et ainsi définir les objectifs, le plan à adopter, etc. L'attaque n'était plus seulement le fruit d'une inspiration brillante, mais aussi la motivation pour exploiter les faiblesses de la position de l'adversaire.
Son jeu défensif était souvent supérieur à celui des joueurs qui recherchaient activement une attaque de mat flamboyante. Steinitz était cependant capable de combinaisons géniales, comme le montre sa partie contre Von Bardeleben en 1895 (voir plus bas).

## Contributions à la théorie des ouvertures
Steinitz a laissé également son nom à plusieurs variantes d'ouvertures.
- Dans la partie espagnole : 
  - 1.e4 e5 2.Cf3 Cc6 3.Fb5 d6 (défense Steinitz)
  - 1.e4 e5 2.Cf3 Cc6 3.Fb5 a6 4.Fa4 d6 (variante Steinitz différée).
- Dans la défense française :
  - 1.e4 e6 2.d4 d5 3.Cc3 Cf6 4.e5 (variante Steinitz)
  - 1.e4 e6 2.e5 (attaque Steinitz, ligne sous-optimale pour les blancs)

Il a aussi laissé son nom à un gambit, réputé douteux, dans la partie viennoise : 1.e4 e5 2.Cc3 Cc6 3.f4 exf4 4.d4?! Dh4+ 5.Re2 dans lequel il estime que le roi peut se défendre lui-même, pourvu que les Blancs conservent leur suprématie centrale.

## Palmarès
Sources :
- (fr) Les champions du monde de Morphy à Alekhine, ed. Grasset, 1984
- (en) : fiche de Steinitz sur le site edochess[2]

### 1859-1866: premiers succès à Vienne et à Londres
| Année                                                          | Vainqueur ou ex æquo | Deuxième à sixième |
| -------------------------------------------------------------- | --- | --- |
| 1859                                                           | | Championnat de Vienne (3e) (victoire de Carl Hamppe devant Eduard Jenay) |
| 1860                                                           | (Vienne) Matchs amicaux contre Max Lange (3-0), contre Jenay (2 à 2), contre Reiner (3-0) et contre Strauss (3-0)                      | Championnat de Vienne (2e après Hamppe) |
| 1861                                                           | Championnat de Vienne : 30 / 31 (+30 -1 =0)                                                                                            | |

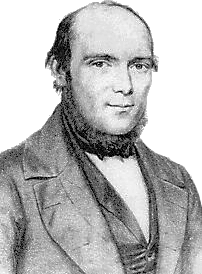
Adolf Anderssen.

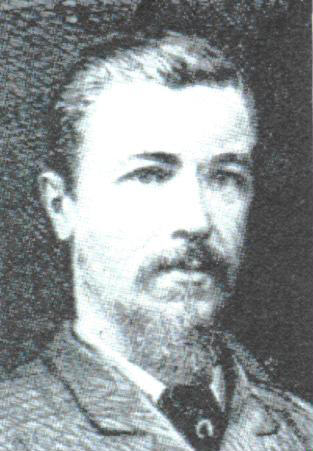
Joseph Henry Blackburne.

| 1862                                                           | Championnat de Londres : 7 / 7 (Londres) Match contre Dubois : 5,5–3,5 (+5 –3 =1)                                                      | Tournoi de Londres (6e) : 8 / 13 (+8 –5 =3) (tournoi remporté par Anderssen : 12 / 13, devant Paulsen, Owen, MacDonnell et Dubois)(Londres) Match amical contre Anderssen : +1 –2 |
| 1862-1863 : (Londres) Match contre Blackburne : 8–2 (+7 -1 =2) | | |
| 1863                                                           | (Londres) Match contre Deacon : 5,5–1,5 (+5 -1 =1)Match contre Augustus Mongrédien : 7–0Match contre Owen : 5,5–1,5 (+5 –1 =1)         | |
| 1863-1864 : (Londres) Match contre Green : 8–1 (+7 =2)         | | |
| 1865                                                           | (Londres) Match contre James Robey : +4 –1Tournoi de Dublin : 4 / 4 (+4 =1) (devant MacDonnell)                                        | 1865-1866 : match à handicap contre De Vere (Londres) : 4-8 (+3 –7 =2) |
| 1866                                                           | (Londres) Match contre Anderssen : + 8 –6Tournoi à handicap de Londres : 8 / 9 (+8 =3)(Londres) Match contre Bird : 9,5–7,5 (+7 –5 =5) | 1865-1866 : match à handicap contre De Vere (Londres) : 4-8 (+3 –7 =2) |

### 1867-1883: tournois et matchs disputés en Europe
| Année | Vainqueur ou ex æquo | Deuxième ou troisième |
| --- | --- | --- |
| 1867 | (Dundee) Match à handicap contre Fraser : 7,5–1,5 (+7 –1 =1)(Dundee) Match contre Fraser : 4–2 (+3 -1 =2)Tournoi à handicap de Dundee : 3 / 3 (ex æquo avec Fraser)                                                                                        | Tournoi de Paris (3e) : 18 (+18, –3 =3) (victoire de Kolisch devant Winawer) Tournoi de Dundee (2e) : 7 / 9 (+7 –2) (victoire de Neumann : 7,5 / 9) |
| 1868-1869 : tournoi à handicap de Londres : 5 / 5                                                        | | |
| 1870 | (Londres) Match contre Blackburne : 5,5–0,5 ou 1,5–0,5 | Tournoi de Baden-Baden (2e) : 10,5 / 16 (+11, –4 =3) (tournoi remporté par Anderssen)                                                               |
| 1871 | 1871-1872 : tournoi à handicap du club de la cité de Londres : 12 / 12 | |

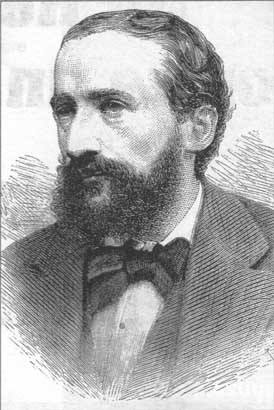
Johannes Zukertort, le rival de Steinitz en 1880.

| 1872 | Grand tournoi de Londres : 7 / 7 (+7 =1) (deuxième congrès de la fédération britannique) (devant Blackburne, Zukertort, MacDonnell et De Vere)(Londres) Match contre Zukertort : 9–3 (+7 –1 =4)1872-1874 : match par télégraphe Londres - Vienne : 1,5–0,5 | Tournoi à handicap de Londres : +1 -1 =2 (éliminé au second tour par Zukertort)                                                                     |
| 1873 | (Londres) Match à handicap contre Huttley : 2-0Tournoi de Vienne (ex æquo avec Blackburne) (Vienne) : 10 / 11 (20,5 / 25, +18 −2 =5) (Vienne) Match de départage contre Blackburne : 2-0                                                                   | |
| | | |
| 1876 | (Londres) Match contre Blackburne : 7-0 | |
| De 1874 à 1881, mis à part le match contre Blackburne, Steinitz ne disputa aucune partie de compétition. | | |
| 1882 | Tournoi de Vienne : 24 / 34 (+20 –6 =8) (ex æquo avec Winawer)(Vienne) Match de départage contre Winawer : +1 –1 | |
| 1883 | | Tournoi de Londres (2e) : 19 / 26 (+19 –7 =7) (tournoi remporté par Zukertort : 22 / 26)                                                            |

### 1882-1894: championnats du monde et  matchs disputés en Amérique

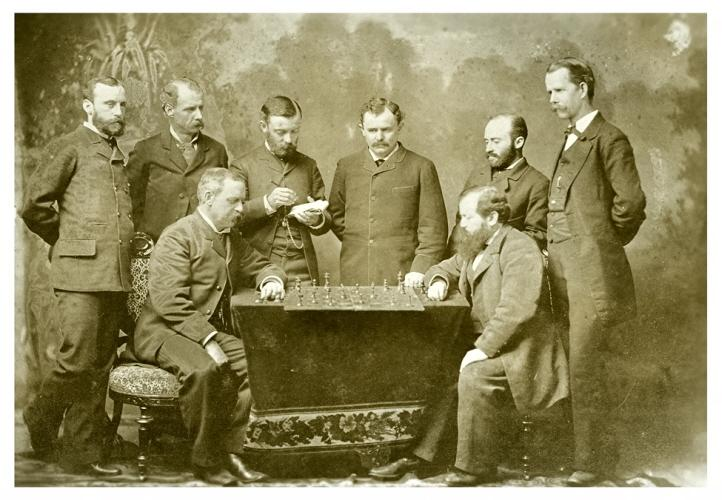
Steinitz à La Nouvelle-Orléans en 1883.

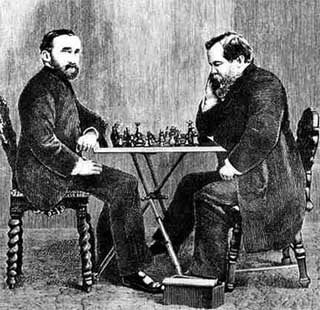
Zukertort et Steinitz en 1886.

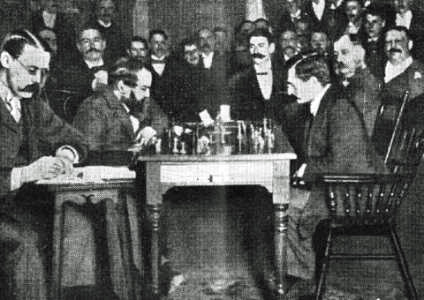
Match contre Emanuel Lasker en 1894.

En 1882, après sa victoire au tournoi de Vienne, Steinitz reçut une invitation pour venir jouer en Amérique. En 1883, après le tournoi de Londres, Steinitz émigra aux États-Unis. Il s'installa d'abord à Philadelphie, puis à New York, et pendant dix ans, de 1884 à 1894, ne disputa que des matches. En 1885, il créa son propre magazine : le « International Chess Magazine » qui fut pendant longtemps déficitaire avant que Steinitz ne mette fin à sa publication après sept années, en 1891.
| Année | Matches gagnés | Matches perdus                                                                                            |
| --- | --- | --- |
| 1882 | Matchs exhibition (Philadelphie) Matchs contre Martinez : 7-0 et 4,5–2,5 (+3 –1 =3)(Baltimore) Match contre Sellman : 3,5–1,5 (+2, –0 =3)1882-1883 (Philadelphie) : match contre Elson : 2–1                               | |
| 1883 | Matchs exhibition (New York) Match contre Delmar : 1-0 (New York) Match contre Mackenzie : 3,5–1,5 (+3 –1 =1) (La Havane) Match contre Golmayo : 8,5–0,5 (+8 –1 =1) (Philadelphie) Match contre Martinez : 10—1 (+9 –0 =2) | (New York) Match exhibition contre Teed : 0-1                                                             |
| En 1883, Steinitz termina deuxième du tournoi de Londres (derrière Zukertort) puis partit s'installer aux États-Unis. | | |
| 1885 | (Baltimore) Match contre Alexander Sellman : 3-0 | |
| 1886 | Championnat du monde contre Zukertort (New York, Saint-Louis, La Nouvelle-Orléans) : 12,5–7,5 (+10 –5 =5) | |
| | | |
| 1888 | (La Havane) Matchs exhibition Matchs contre Golmayo (5-0 et 4-0), contre Ponce (4-1 et 2-0) et contre Vasquez (5-0 et 2-0) Matchs à handicap contre Lopez (0-1 et 5-4)                                                     | |
| 1889 | (La Havane) Match contre V. Carvayal : 4-1Championnat du monde contre Tchigorine (La Havane) : 10,5–6,5 (+10, –6 =1) | |
| 1890— 1891 | décembre 1890 - janvier 1891 : Championnat du monde contre Gunsberg (New York) : 10,5–8,5 (+6, –4 =9) | octobre 1890 et mars 1891 : match par cable contre Tchigorine : 0-2                                       |
| 1892 | Championnat du monde contre Tchigorine (La Havane) : 12,5–10,5 (+10, –8 =5) | |
| | | |
| 1894 | (New York) Match contre Etlinger : 10-0 | Championnat du monde contre Lasker (New York, Philadelphie, Montreal) Steinitz-Lasker : 7–12 (+5, –10 =4) |

### 1894-1899: retour en Europe

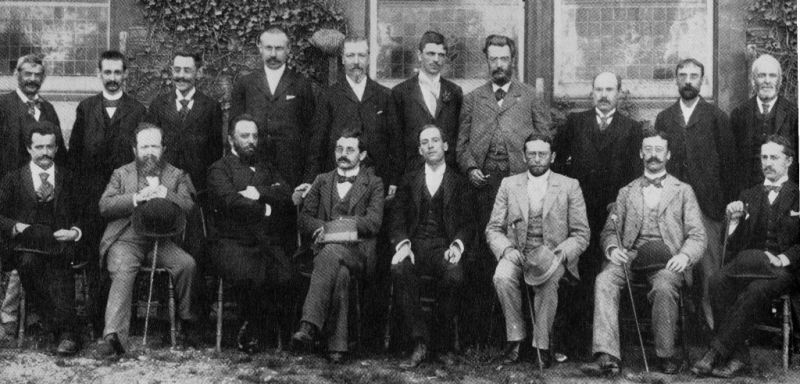
Tournoi d'Hastings 1895.

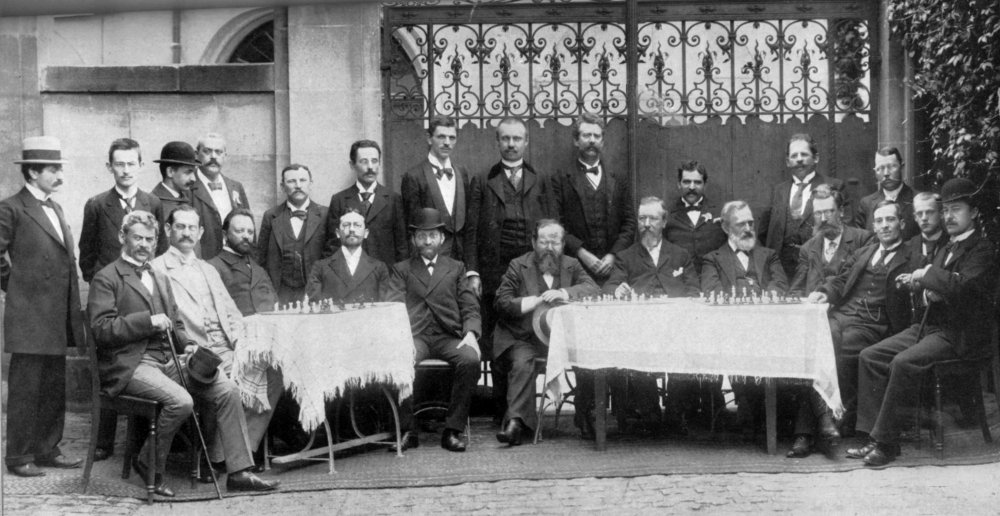
Tournoi de Nuremberg en 1896.

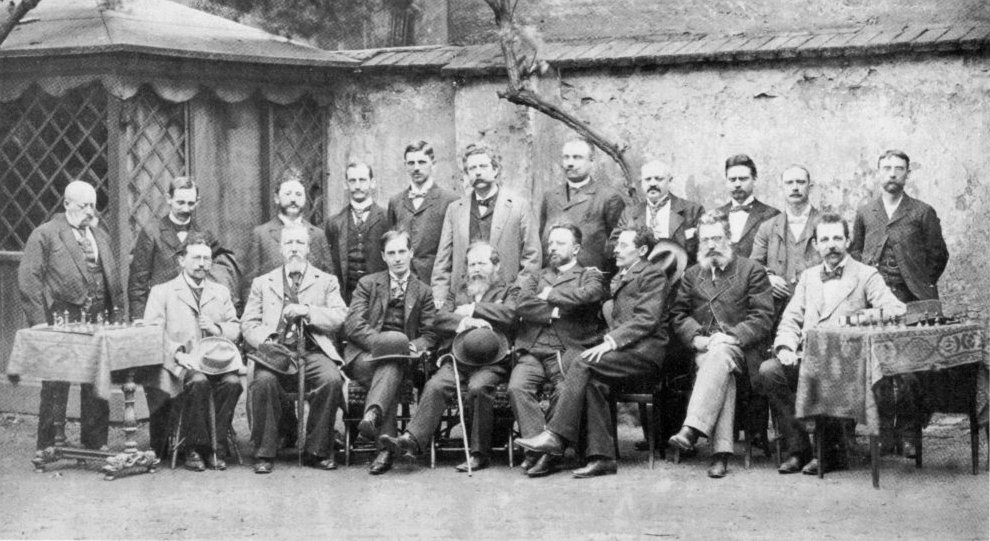
Tournoi de Vienne en 1898.

Après la défaite contre Lasker au printemps 1894, Steinitz disputa son premier tournoi depuis celui de Londres en 1883. À l'automne 1894, il prit part au championnat de New York. L'année suivante, il revint pour la première fois en Europe depuis son départ en 1883.
| Année     | Vainqueur | Deuxième à dixième |
| --------- | --- | --- |
| 1894      | Championnat de New York : 8,5 / 10 (+8 –1 =1)                                                                              | |
| 1895      | | Tournoi d'Hastings (5e) : 13 / 21 (+11, –6 =4) (victoire de Pillsbury devant Tchigorine, Lasker et Tarrasch)                                                                         |
| 1895-1896 | 1895-1896 | Saint-Pétersbourg (2e) : 9,5 / 18 (+7 –6 =5) (tournoi quadrangulaire à 6 tours remporté par Lasker)                                                                                  |
| 1896      | (Rostov sur le Don) Match contre Schiffers : 6,5 – 4,5 (+6, –4 =1)                                                         | Nuremberg (6e) : 11 / 18 (+10, –6 =2) (tournoi remporté par Lasker devant Maroczy, Pillsbury, Tarrasch et Janowski)                                                                  |
| 1897      | New York (ex æquo avec S. Lipschütz) (Thousand Islands) : 2,5 / 4 (+2 –1 =1)(New York) Départage contre S. Lipschütz : 1-1 | 1896-1897 : Championnat du monde contre Lasker (Moscou) : 4,5 – 12,5 (+2, –10 =5) |
| 1898      | | Vienne (4e) : 23,5 / 36 (+18, –7 =11) (victoire de Tarrasch devant Pillsbury et Janowski) Cologne (5e) : 9,5 / 15 (+8 –4 =3) (victoire de Burn devant Charousek, Cohn et Tchigorine) |
| 1899      | | Londres (10e-11e) : 11,5 / 27 (+8, –12 =7) (victoire de Lasker devant Pillsbury, Maroczy, Janowski suivis de Schlechter, Blackburne et Tchigorine)                                   |

## Quelques parties remarquables

### Match Steinitz-Tchigorine, 1892, quatrième partie
Steinitz-Tchigorine, Championnat du Monde, La Havane, 1892
Le coup 20. Df1 (préparant 25. Dh1+) est d'une profondeur stratégique remarquable.